# كلية كليفتون
كلية كليفتون هي كلية مستقلة للتعليم المشترك في ضاحية كليفتون في مدينة بريستول في جنوب غرب إنجلترا، التي تأسست في عام 1862. في سنواتها الأولى كانت ذات ملحوظية جيّدة (مقارنة مع معظم الكليات العامة في ذلك الوقت) وسعت للتأكيد على العلوم بدلاً من الكلاسيكية في المناهج الدراسية.